# Roland Varga (football)
Roland Varga (né le 23 janvier 1990 à Budapest) est un footballeur international hongrois. Il joue actuellement pour le club roumain du Sepsi Sfântu Gheorghe.

## Biographie

### En club
Il joue deux matchs en Ligue des champions et deux matchs en Ligue Europa avec le club du Győri ETO.

### En équipe nationale
Il joue son premier match en équipe nationale le 22 mai 2014 contre l'équipe du Danemark, match au cours duquel il inscrit un but.

## Palmarès
- Champion de Hongrie en 2013 avec le Győri ETO
- Vainqueur de la Supercoupe de Hongrie en 2013 avec le Győri ETO
- Vainqueur de la Coupe de Hongrie en 2015, 2016 et  2017 avec le Ferencváros TC
- Championnat de Hongrie en 2016 avec Ferencváros TC